# Sylvain Cazenave
Pour les articles homonymes, voir Cazenave.
Sylvain Cazenave, né le 27 mars 1954 à Lille, est un photographe français ; c'est l'un des plus connus dans le monde du surf, sport qu'il a appris à pratiquer dès 1968 en France.
Il est également photographe de windsurf, kitesurf, bodyboard et réalise des photographies des océans et des vagues. 
Il collabore très souvent avec le magazine Surf Session ainsi qu'avec Gibus de Soultrait, fondateur de ce magazine, pour illustrer ses livres.
Il a également publié des photographies dans Sports Illustrated (USA), Surfer Journal (USA), Paris Match (France), Vogue (USA), Elle (France), etc.
Il collabore également avec les plus grandes marques de glisse comme Quiksilver, Roxy, Rip Curl, Bic, Neil Pryde, etc.
Il a vécu très jeune au Congo, au Tchad et en Afrique centrale, avant de revenir à Lille (France) en 1960. Il réside depuis 1963 à Biarritz où sa famille a déménagé.
Il commence le surf en 1968. En 1969, il adhère au Biarritz Surf Club avec Jo Moraiz. En 1970, il entre dans l'équipe de France de Surf et participe au championnat de France en 1976 à Tahiti, année où il commence la photographie.
En 1980, il fait ses premiers grands voyages en Californie et à Hawaï. Dans les années 1980, il est un des premiers soutiens de l'association « Uhaina » (La « vague » dans la langue basque), de « La Nuit de la Glisse » et réalise aussi des photographies dans la boite de nuit de Paris, « Le Palace ».
Il décide de consacrer sa vie à l'océan et de parcourir le monde à la recherche de la plus belle vague. Ses voyages l'emmèneront aux quatre coins de la planète : Australie, Californie, Fidji, Nouvelle-Zélande et bien sûr Hawaï... Aujourd'hui, ces lieux magiques n'ont plus aucun secret pour lui. Depuis 1990, Sylvain Cazenave est membre d'honneur de Surfrider Foundation, une association qui a pour mission de protéger l'océan, les vagues et le littoral.
En 2016, le photographe ouvre une galerie de photographie à Biarritz (France).
En avril 2017, pour la venue de Laird Hamilton à Biarritz à l'occasion de la 33ème édition de la Quiksilver Maider Arosteguy dont il est le parrain, le photographe consacre l'intégralité de sa galerie à Laird Hamilton et à ces moments historiques de surf dont il a été le témoin privilégié toutes ces années : des débuts expérimentaux de surf tracté d'abord avec un zodiac puis un jet ski à Jaws (Hawaï) immortalisés depuis l'hélicoptère jusqu'aux sessions de stand-up paddle ou de foil (il fera d'ailleurs une démonstration de cette technique sur la grande plage de Biarritz à l'occasion de cette compétition de surf).
Le photographe français a été le témoin privilégié des plus grands exploits de l'Hawaïen. Certains de ces clichés - dont certains pris d’hélicoptère - ont fait le tour de la planète et ont contribué à la légende de Laird Hamilton. C'est aussi Sylvain Cazenave qui lui a permis de rentrer dans l'équipe de la marque française Oxbow (marque) dont il a été l'ambassadeur pendant de longues années.